# 鳳凰座BD
鳳凰座BD，又名CD-50 514，HD 11413、SAO 232542、HR 541，是鳳凰座的一颗恒星，视星等为5.94，位于銀經280.7，銀緯-64.28，其B1900.0坐标为赤經1h 47m 1.6s，赤緯-50° -64.28′ 4″。